# Borszewice
Borszewice [pronunciación en polaco: /bɔrʂɛˈvit͡sɛ/] es un pueblo ubicado en el distrito administrativo de Gmina Łask, dentro del Distrito de Łask, Voivodato de Łódź, en Polonia central. Se encuentra aproximadamente a 8 kilómetros al noroeste de Łask y a 34 kilómetros al suroeste de la capital regional Łódź.